# Perte d'audition due au bruit
La perte auditive due au bruit (NIHL- Noise Induced Hearing Loss) est la perte irrémédiable d'audition due à l'exposition à des sons trop forts. Cette perte d'audition peut survenir subitement après un traumatisme sonore aigu, ou insidieusement à travers le temps, à la suite de multiples expositions à des sons trop forts. La perte d'audition associée à l'âge, la presbyacousie, est en réalité fortement liée à la perte auditive due au bruit, surtout dans le cas d'une exposition au bruit pendant la jeunesse,.

## Épidémiologie
La perte d'audition due au bruit est une déficience auditive évitable qui affecte les personnes de tout âge et de toutes conditions.
« En règle générale, une personne par ailleurs en bonne santé, aura en principe une ouïe normale au moins jusqu'à l'âge de 60 ans si ses oreilles ne sont pas exposées à des niveaux sonores élevés. »
Malheureusement, environ 30 millions d'adultes aux États-Unis sont exposés à des niveaux sonores dangereux en milieu de travail. Parmi ces 30 millions de personnes, une sur quatre sera atteinte d'une perte auditive permanente à la suite de son activité professionnelle. Même si cette forme de surdité atteint principalement la population active adulte, la perte auditive due au bruit peut également être diagnostiquée chez les adolescents et les jeunes adultes. L'Audition Alliance of America rapporte que 15 % des diplômés de l'université ont un niveau de perte auditive égal ou supérieur à celui de leurs parents. L'incidence élevée de la perte d'audition due au bruit chez les jeunes adultes est à imputer à leur mode de vie, où le bruit est très présent.

## Mécanisme de la perte auditive

### Rappels sur le chemin auditif

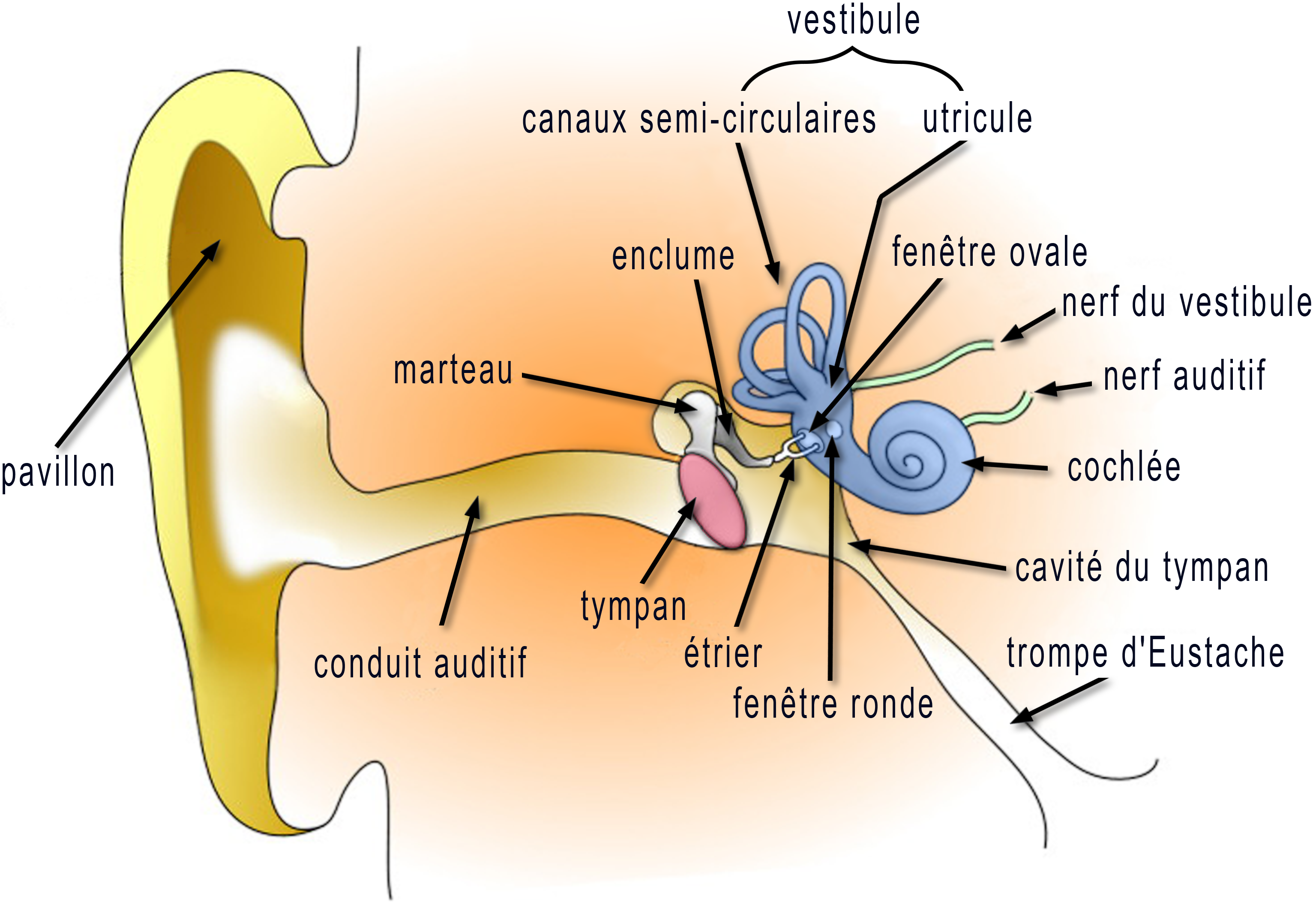
Schéma de l'oreille humaine

Le son entre par le conduit auditif externe et est canalisé vers le tympan. La membrane tympanique agit comme une membrane élastique et met en mouvement la chaîne des osselets de l’oreille moyenne. Ensuite, les osselets de l'oreille moyenne transmettent l'onde mécanique à la cochlée par le biais de l'étrier dont le pied frappe la fenêtre ovale de la cochlée. Ce martèlement met en mouvement le liquide de la cochlée (la périlymphe et l’endolymphe) pour faire vibrer les cils vibratiles des cellules ciliées. Il existe deux types de cellules ciliées : les cellules ciliées internes et les cellules ciliées externes.

### Aire auditive affectée
Lorsque l'oreille interne est exposée à des niveaux sonores extrêmes, ou à des niveaux seulement un peu excessifs mais pendant une durée prolongée, la pression qui s’exerce sur les cils vibratiles des cellules ciliées devient dangereuse et provoque des lésions dans ces cellules.

« Parmi ces anomalies citons l'épuisement métabolique des cellules ciliées, des changements structurels et la dégénérescence des structures au sein des cellules ciliées, des modifications morphologiques des cils, la rupture des membranes cellulaires, et la dégénérescence complète puis la destruction des cellules ciliées, des cellules nerveuses et des cellules du tissu de soutien. »

— Gelfand, 2001, p. 202, Auditory System and Related Disorders. Essentials of Audiology: Second Edition
Les lésions structurelles infligées aux cellules ciliées (principalement les cellules ciliées externes) se traduisent par une perte d'audition qui se caractérise par une atténuation de la perception des sons, et une distorsion de l'audition (i.e. certaines fréquences seront perçues moins fortes que d'autres).

## Différentes causes des lésions
La perte d'audition peut survenir subitement après un traumatisme sonore ; ou progressivement, par l'exposition répétée à des sons trop forts.

### Traumatisme sonore
Un traumatisme sonore survient après l'exposition à un bruit particulièrement fort et/ou pendant une durée excessive; et entrainant une perte d'audition irrémédiable subite. Certains parlent de traumatisme sonore aigu (TSA) lorsque la perte d'audition est particulièrement importante.
Remarque : Il n'existe pas de définition ferme sur la quantité d'audition qui doit être perdue pour pouvoir qualifier un traumatisme sonore de "TSA". Cette formulation (TSA) est d'ailleurs relativement peu utilisée dans la littérature scientifique, comme en témoigne la comparaison du nombre de résultats dans scholar.google.com pour "traumatisme sonore" et "traumatisme sonore aigu" ,.[Interprétation personnelle ?]

#### Pertes temporaire et permanente
Deux types de pertes auditives à la suite d'un traumatisme sonore :
- PTS (Permanent Threshold Shift - élévation permanente des seuils d'audition). Il s'agit de l'audition définitivement perdue à la suite d'un traumatisme sonore. Se mesure en décibel.
- TTS (Temporary Threshold Shift - élévation temporaire des seuils d'audition). Désigne la perte auditive qui est récupérée dans les jours qui suivent le traumatisme sonore. On parle aussi de fatigue auditive. Se mesure en décibel.

La succession des TTS mène imperceptiblement au PTS.

#### Symptômes
En plus de la perte d'audition, les symptômes externes d'un traumatisme sonore peuvent être :
- Acouphènes[10]
- Oreille endolorie[11]
- hyperacousie[11]
- Vertige et nausée, en cas d'affectation du vestibule de l'oreille interne[12].

#### Réponse physiologique
Les symptômes indiqués ci-dessus sont le signe externe de la réponse physiologique à la stimulation sonore excessive. Voici quelques éléments notables caractéristiques :
- Cassure et "écrasement" des cils vibratiles des cellules ciliées, puis dégénérescence de ces cellules. Chez l'humain, les cellules ciliées mortes ne sont pas remplacées; la perte auditive est donc permanente[13].
- Inflammation des zones affectées. Il résulte de cette inflammation une mauvaise circulation du sang dans les veines concernées (vascular stasis), et un mauvais approvisionnement en oxygène pour le liquide de la cochlée (endolymphatic hypoxia)[14]. Ces mauvaises conditions aggravent la dégénérescence des cellules ciliées.
- Dommages synaptiques par excitotoxicité. La stimulation sonore excessive provoque une libération excessive de glutamate par les cellules ciliées internes, ce qui provoque le gonflement et l'éclatement du bouton post-synaptique. Cependant la connexion nerveuse peut être réparée (en 2-3 jours), et la perte auditive due à l'excitotoxicité est alors en partie récupérée[15].

### Perte auditive progressive
La forme à développement progressif est liée à des lésions cochléaires permanentes consécutives à une exposition répétée à des bruits excessifs, sur une longue période de temps. Contrairement à la perte d'audition causée par un traumatisme sonore aigu (TSA), cette forme de perte auditive ne survient pas après une seule exposition. La surdité d’évolution progressive peut être causée par de multiples expositions à des bruits trop forts (concerts, discothèques, un excès de bruit sur le lieu de travail -première cause, etc).
L'agence fédérale américaine Occupational Safety and Health Administration (OSHA) indique que l'exposition à un niveau sonore de 90 dB(A) pendant plus de huit heures par jour peut entraîner une perte auditive permanente.
Puisque la mesure en décibels est une échelle logarithmique, chaque augmentation de 3 décibels du SPL se traduit par un doublement de la puissance sonore. Plus le niveau d’exposition sonore est élevé, plus la perte d'audition peut s’aggraver rapidement. Par conséquent, la rapidité de l’évolution de la surdité dépend de la combinaison entre le niveau d’intensité sonore et la durée d'exposition au bruit.

## Caractéristiques de la perte auditive

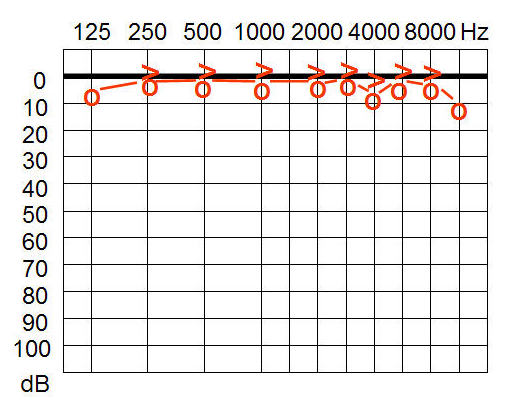
Exemple d'un audiogramme.

Les deux formes de perte auditive (provoquée par un traumatisme sonore aigu, ou développée progressivement par de multiples expositions) peuvent souvent être identifiées par l’aspect caractéristique de l’audiogramme. En effet les déficiences induites par le bruit sont habituellement associées à une encoche en forme de V dans les hautes fréquences, la perte auditive étant à son maximum à 4 000 Hz, bien que l'encoche déborde souvent sur les 3 000 et 6 000 Hz. Des doctorants de l'université de l'Iowa ont qualifié cette encoche de pathognomonique, spécifique d’étiologie liée à un traumatisme sonore. La perte auditive est habituellement bilatérale.
Cette forme typique en V dans les 4 000 Hz est due à la fonction de transfert de l'oreille. En effet, comme tout objet faisant face à une onde sonore, l'oreille se comporte comme un filtre passif (bien que l'oreille interne ne puisse pas tout à fait être considérée comme un filtre passif, en raison de la fonction contractile de ses cellules ciliées externes). Un filtre passif est un filtre passe-bas : les hautes fréquences sont davantage absorbées par l'objet, car ces dernières imposent un rythme plus élevé de compression-décompression à la structure de l'objet. Les hautes harmoniques d'un son sont donc plus dangereuses pour l'oreille interne.
Cependant, la courbe de l'audiogramme des patients atteints d'une perte auditive due au bruit ne correspond pas toujours à cette forme stéréotypée. Souvent, la baisse de l’acuité auditive se produit à des fréquences autres que dans la zone typique des 3 000-6 000 Hz. Ces variations résultent d’une résonance différente dans le conduit auditif, des fréquences nocives de l’onde sonore, variable suivant les individus ainsi que de la durée d'exposition.
Lorsque l'exposition au bruit nocif continue, on assiste à un élargissement de l’encoche vers les fréquences plus aiguës et surtout vers les graves ainsi qu’une aggravation de la perte (approfondissement de l’encoche à 4 000 Hz). La perte auditive débute généralement sur les fréquences aiguës (3 kHz, 4 kHz ou 6 kHz), puis s'étend aux fréquences graves (0,5 kHz, 1 kHz ou 2 kHz), ce qui accentue la gêne auditive puisque les fréquences 500 à 2 000 Hz dites fréquences conversationnelles  correspondent aux fréquences de la parole.

## Fragilité individuelle
La susceptibilité à développer une perte auditive due au bruit varie beaucoup d'un individu à l'autre. Les facteurs de susceptibilité suivant ont été identifiés : 
- mauvais réflexe stapédien[13]
- dommages causés par le bruit lors du jeune âge[3]
- un mauvais état de santé général : mauvaise fonction cardiovasculaire, mauvais apport d'oxygène, taux d'agrégation plaquettaire élevé et forte viscosité sanguine[13]
- fumer du tabac[2]
- exposition à des médicaments ou produits ototoxiques[2]
- diabète de type 2[2]

## Pas d'entraînement au bruit
Il n'existe pas "d'entrainement au bruit", qui permettrait à l'oreille de devenir davantage résistante face au bruit.

### Seuil d'inconfort VS seuil de dangerosité
Le seuil d'inconfort est le niveau sonore à partir duquel un son commence à être ressenti comme "trop fort" par un individu. Les ouvriers tendant à avoir un seuil d'inconfort plus élevé (i.e. un son fort ne leur fait pas mal), mais le bruit est tout autant dangereux pour leurs oreilles. Au contraire, les ouvriers exposés au bruit souffrent souvent de pertes auditives. Le seuil d'inconfort n'est pas un indicateur fiable pour déterminer la dangerosité d'un bruit.

### Réflexe stapédien
La cochlée est partiellement protégée par le réflexe stapédien. Cependant être fréquemment exposé à des bruits forts n'abaisse pas le niveau sonore à partir duquel la contraction du muscle stapédien sera déclenchée.

### Pas d'entrainement au bruit pour les cellules ciliées externes
L'effet contractile des cellules ciliées externes, activé par le système efférent, joue un rôle protecteur contre les dommages causés par un traumatisme sonore. Cependant on sait depuis 2006 que cet effet protecteur des cellules ciliées externes n'est pas amélioré par un "conditionnement au bruit".
En effet il avait été observé qu'un conditionnement au bruit (i.e. l'exposition prolongée à un bruit fort mais non-traumatisant) plusieurs heures avant l'exposition à un bruit d'intensité traumatisante, réduisait de façon significative les dommages infligés aux cellules ciliées. Le même "effet protecteur" a été aussi mis en évidence avec d'autres agents stressants, tels que le conditionnement au choc thermique, et le conditionnement au stress (par immobilisation). Cet "effet protecteur" n'a lieu que si le bruit traumatisant est présenté dans un intervalle de temps optimal suivant le conditionnement (-24h après, pour un conditionnement au bruit d'une durée de 15 min ; plus aucune protection n'est observée 48h après).
Il a longtemps été pensé que cet "effet protecteur" reposait sur une amélioration de l'effet contractile des cellules ciliées externes, et sur leur commande efférente,; mais cette hypothèse a été invalidée par une étude publiée en 2006. Cette étude révèle que le conditionnement à l'agent stressant (bruit, choc thermique, ou stress) augmente la réceptibilité au glucocorticoïde, une famille d'hormones ayant un effet anti-inflammatoire. Le glucocorticoïde diminue ainsi l'inflammation causée par le traumatisme sonore. En effet cette inflammation peut avoir des conséquences néfastes sur les cellules ciliées, telles que la mauvaise circulation du sang dans les veines affectées.
Les ORLs prescrivent d'ailleurs souvent de fortes doses de corticoïdes en cas de TSA, afin de diminuer la réaction inflammatoire.
Dit plus simplement, ce conditionnement au bruit (ou autres agents stressants) n'est rien d'autre qu'un "traitement préventif" contre l'inflammation de l'oreille interne. Sauf qu'au lieu de simplement augmenter la quantité de glucocorticoïde dans l'ensemble du corps (comme le fait l'admission médicamenteuse de corticoïdes), le conditionnement au bruit augmente le nombre de récepteurs du glucocorticoïde dans certaines zones. Ce conditionnement au bruit ne rend donc pas l'oreille plus résistante au bruit : il ne fait que prévenir l'ampleur de la réaction inflammatoire de l'oreille interne, qui causerait des dommages additionnels aux cellules ciliées. De plus cet effet préventif n'a rien de durable (plus aucun effet après 48h pour un conditionnement au bruit de 15 min).
Réponse physiologique
- Le conditionnement à l'agent stressant (bruit, choc thermique, stress) active l'axe hypothalamo-hypophyso-surrénalien. Notez que l'ensemble constitué par ces glandes est abrégé HPA axis, et est associé au système immunitaire[29].
- L'activation de l'HPA axis a pour conséquence d'augmenter le nombre de récepteurs des glucocorticoïdes (GR) dans la cochlée et le noyau paraventriculaire de l'hypothalamus (PVN). Notez que le glucocorticoïde est une hormone qui joue le rôle d'inhibiteur de la réaction immunitaire. Or la réaction inflammatoire fait partie des réactions immunitaires.
- Cette augmentation du GR prévient ainsi la diminution du GR qu'aurait causé le traumatisme sonore.
- L'effet protecteur du conditionnement au bruit est annulé par la surrénalectomie, ou le traitement pharmaceutique au RU486+ metyrapone, un antagoniste du récepteur de glucocorticoïde.

## Compensation
Pour les personnes atteintes de perte auditive neurosensorielle, il existe plusieurs options pour améliorer leur capacité d'audition et leur permettre de communiquer facilement. Les programmes d’aide pour les personnes atteintes de déficit auditif doivent associer le soutien psychologique et l'utilisation de prothèses auditives et les systèmes d’amplification FM. Avec une bonne amplification et un accompagnement, le pronostic est excellent pour les personnes atteintes de surdité. Le pronostic s'est amélioré avec les récents progrès dans la technologie des appareils auditifs numériques, tels que les microphones directionnels et des algorithmes plus avancés. Une évaluation audiométrique annuelle est recommandée pour contrôler l’évolution de l’audition d'un patient et de modifier les réglages de l’audioprothèse. Il n'y a pas d’autre possibilité de prise en charge médicale à l'heure actuelle pour une personne atteinte de surdité.

## Prévention & réglementation

### Prévention
Plusieurs enquêtes dont celle du « Baromètre Santé Sourds Malentendants » conduite en France par l'Institut National de Prévention et d'Éducation à la Santé (INPES) – dont les résultats devraient être publiés en 2014 - concluent que le problème est sous-estimé par la population, les victimes et les autorités. Ces études ont montré qu'il existe une carence en information des personnes atteintes de ce type de perte d'audition. Une Campagne nationale d'information sur la baisse d'audition a alors été mise en place.
Il s'agit notamment de faire savoir que la perte auditive par traumatisme sonore peut facilement être évitée par l'utilisation de dispositifs de protection auditive, très simples à mettre en œuvre et largement disponibles pour un coût modique.
Mais l’organisation de la prévention ne se limite pas à la protection de l'oreille (bouchons d’oreille et casques anti-bruit), ils doivent être complétés par l'éducation et la mise en place de programmes de conservation de l'audition. Les bouchons d'oreilles et les casques anti-bruit peuvent apporter à ceux qui les utilisent une atténuation du bruit d'au moins 5 à 10 dB.
Les chercheurs ont découvert que l'utilisation d'équipements de protection n'entraînait pas de réduction significative du risque de perte auditive,. Selon un sondage réalisé par Lass, Woodford, C. Lundeen, D. et Lundeen Everly-Myers (1987), qui a étudié les attitudes et les connaissances des lycéens concernant les risques pour l’audition, 66 % des sujets ont donné une réponse positive à la suggestion de porter des protections auditives lorsqu’ils sont informés des dangers du bruit. Malheureusement, encore trop souvent, individuellement ils préfèrent pour éviter l'utilisation de protections auditives en raison de la gêne qu’ils provoquent, du manque de confort, et de la diminution de la qualité du son.
« Toutefois, l'efficacité des programmes de protection de l'ouïe est entravée par le respect médiocre des recommandations ou consignes d'utilisation des dispositifs de protection auditive en raison de problèmes de communication, des questions de confort, des attitudes des individus eux-mêmes quant à la protection de la perte auditive provoquée par le bruit, et d’une perception individuelle négative de la part des personnes qui n'utilisent pas de protections auditives et qui expriment une certaine condescendance vis-à-vis ceux qui choisissent de les utiliser. »

### Normes pour l’exposition professionnelle
La loi de 1970 et le règlement de l'Occupational Health and Safety Administration (OSHA) qui a suivi, fixait les doses de bruit autorisées en fonction du temps d’exposition suivant les chiffres figurant au tableau 1.
| Durée d'exposition par jour - en heures | Niveau sonore en dB(A) | |
| --------------------------------------- | ---------------------- | --- |
|                                         |                        | Pour des raisons techniques, il est temporairement impossible d'afficher le graphique qui aurait dû être présenté ici. |
| 8                                       | 90                     | |
| 6                                       | 92                     | |
| 4                                       | 95                     | |
| 3                                       | 97                     | |
| 2                                       | 100                    | |
| 1.5                                     | 102                    | |
| 1                                       | 105                    | |
| 1/2                                     | 110                    | |
| 1/4 ou moins                            | 115                    | |

|          |
| Source : |

L’Occupational Safety and Health Administration (OSHA) a rédigé des normes pour l'exposition au bruit en milieu professionnel et les articles 1910.95 et 1926.52  de l’OSHA stipulent qu'un employeur doit mettre en œuvre des programmes de conservation de l’audition pour les salariés si le niveau de bruit sur le lieu de travail est égal ou supérieur à 85 dB (A) pour une période moyenne de 8 heures. L’OSHA exige également que l'exposition au bruit impulsif ou au bruit d'impact ne dépasse pas le niveau de 140 dB en pression acoustique de crête (CFR 1910.95 (b) (2)). L’instruction 605512 du département de la Défense des États-Unis (DoD) présente quelques différences par rapport à la norme OSHA 1910.95. La norme OSHA 1910.95 fixe une limite d'exposition admissible de 90 dBA pour une période de huit heures, alors que le DoD préconise une limite de niveau admissible d'exposition de 85 dBA pour huit heures. En outre, l'OSHA 1910.95 utilise un coefficient de bissection de 5 dB et l’instruction DoD 605512 se réfère à un coefficient de 3 dB.(la durée maximale d’exposition est divisée par 2 chaque fois que le niveau d’exposition augmente de 3 dB).
Les programmes de conservation de l’audition en milieu de travail et dans la population en général cherchent à accroître le respect et l'efficacité de la protection de l'ouïe par le biais de protocoles d’examens audiométriques de dépistage et d’amélioration de l'éducation sur les dangers de l'exposition au bruit.
Les employés sont tenus de porter des protections auditives quand il est établi que leur niveau d’exposition pour 8 heures de travail est au-dessus de 85 dB. Si la surveillance ultérieure montre que le niveau de 90 dB n'est pas dépassé sur une période de 8 heures les salariés ne sont plus tenus de porter des protections auditives.
Cette directive est mise en application par le décret n° 2006-892 du 19 juillet 2006, Article R.4431-1 et suivants du Code du Travail, Tableau n° 42 des maladies professionnelles.

### La mesure du bruit industriel
Dans de nombreuses situations, d’exposition au bruit dans l’industrie, un sonomètre classique est un appareil parfaitement adapté pour vérifier la conformité de l’établissement avec la réglementation de l'UE ou de l'OSHA. Si on utilise un sonomètre de classe 2, ou ce que l'on appelait un appareil «type 2», et qu’en tenant compte de l'incertitude de mesure, on ne relève pas un seul niveau sonore dépassant le seuil de 80 dB (A) S, (80 décibels pondérés A en fréquence et pondérés S en temps), dans aucune partie des locaux prise isolément, il est clair que chaque travailleur sera en dessous d'une limite d’exposition quotidienne fixée à  85 dB (A) et il n'est pas nécessaire d'utiliser des appareils de mesure plus sophistiqués. Toutefois, si l'on mesure un niveau sonore supérieur à 85 dB (A) ou si l’on soupçonne que ce niveau peut parfois être atteint, un dosimètre est traditionnellement l’instrument habituellement préconisé - du moins aux États-Unis et dans les pays de sa sphère d'influence.
Des travaux surtout dans le Royaume-Uni et en Allemagne aux environs de 1970, ont démontré que la règle de doublement à dB5 figurant au tableau 1 ci-dessus et utilisée aux États-Unis ne correspondait pas très bien aux risques de dégâts encourus par l’audition et l'Organisation internationale de normalisation(ISO) a recommandé une " Règle d’égale énergie », où une augmentation de 3 dB du niveau sonore réduit de moitié la durée d'exposition autorisé ; 3 dB correspond au doublement de l'énergie mais une augmentation de 6 dB correspond à un doublement de la pression acoustique. Le document de l'ISO se réfère à la même limite de 90 dB (A) pendant 8 heures comme critère de référence, mais ensuite la correspondance entre le temps et le niveau sonore suit les chiffres du tableau 2.
| Durée d'exposition permises | Niveau sonore en dB(A) | |
| --------------------------- | ---------------------- | --- |
|                             |                        | Pour des raisons techniques, il est temporairement impossible d'afficher le graphique qui aurait dû être présenté ici. |
| 8 h                         | 90                     | |
| 4 h                         | 93                     | |
| 2 h                         | 96                     | |
| 1 h                         | 99                     | |
| 30 min                      | 102                    | |
| 15 min                      | 105                    | |
| 7,5 min                     | 108                    | |
| 225 s                       | 111                    | |
| 112,5 s                     | 114                    | |

Comme on le voir, aux États-Unis un travailleur pourrait être exposé à 110 dB pendant 30 minutes, alors que dans tout autre pays où les règles internationales sont en vigueur la durée maximale d’exposition est d'environ 3,8 minutes - une très grande différence aux dépens du travailleur américain qui est moins bien protégé.

### Autres différences dans l’évaluation de l’exposition entre les États-Unis et le reste du monde
Il y avait aussi une différence dans certains pays dans la façon dont étaient traités les niveaux sonores en dessous des 90 dB (A). Certaines autorités estimaient qu'il devait y avoir un seuil à 90 dB (A), de sorte qu'un niveau de 87 dB (A) était considéré comme nul et que le temps d'exposition à des niveaux à 90 dB (A) pouvait être infini, d'autres ont dit que le doublement du temps d’exposition à chaque variation de 3 DB devait continuer en dessous du seuil de danger, si bien qu'à 87 dB (A) l'exposition devait être limitée à 16 heures. D'autres ont même suggéré un seuil qui n'était pas le même que le niveau critique de 90 dB (A), mais un seuil à 87 dB (A).
Parce que les premiers règlements - à la fois américains et internationaux – fixaient une limite de 90 dB (A) pendant 8 heures, on considérait que ce niveau correspondait à  « 100 % de la dose » et de ce fait, de nombreux dosimètres parmi les premiers à avoir été utilisés étaient étalonnés, en termes de « pourcentage de la dose maximale ». Cela tout était simple à comprendre mais en fait très trompeur. Manifestement la dose '100 %' n’était pas la même aux États-Unis et dans le reste du monde, sauf dans le cas particulier d'un niveau à 90 dB (A), mais il a fallu du temps avant qu’on réalise qu'il était impossible de convertir une dose en pourcentage mesurée selon les règles de l'OSHA en une dose correspondant aux règles ISO d’égale énergie. En effet, jusqu’en 1974, le journal Américain de l'International Congress on Acoustics à Londres essayé de montrer comment faire une conversion, mais sa démonstration comportait une importante erreur de calcul.
Une complication supplémentaire est venue du fait que l'US Air Force, pour tenter d'améliorer la protection de la santé de son personnel, utilisait encore une autre règle de doublement puisqu’elle consistait à diviser par deux le temps d’exposition à chaque augmentation de 4 dB, mais en commençant toujours à partir de 90 dB (A).
Les tableaux 1 et 2 indiquent les durées d'exposition autorisées pour les différents niveaux sonores, basées toutes les deux sur la pondération A, mais il existe d'autres différences plus complexes. Les règles de l'OSHA recommandaient l’utilisation d’un Sonomètre intégrateur avec une pondération temporelle S (appelée à l'origine constante Slow Time) telle qu’elle est fournie par la sortie dc d'un sonomètre classique, tandis que les autres ont basé leurs règles sur une moyenne linéaire de pression acoustique au mètre carré, par exemple la mesure de l’exposition au bruit en Pa 2 h. Ces deux systèmes possèdent des sorties de détecteur radicalement différentes, la différence est fonction de la nature du bruit et elles sont incompatibles, bien que les tolérances de l’instrument peut masquer la différence dans certains cas.
Enfin, les normes américaines ANSI ont exigé que le microphone soit calibré par une onde d'incidence aléatoire - c'est-à-dire un son provenant de toutes les directions, alors que les normes internationales font appel à une onde plane uni directionnelle, ces deux systèmes sont donc, à nouveau, incompatibles.
La seule constante entre ces normes est qu’elles utilisent toutes la  pondération fréquentielle A, même si elle a été spécifiée, d’une façon légèrement différente aux États-Unis.

### Différentes préconisations réglementaires
Cela signifie que l'utilisateur doit préciser en application de quelle norme il souhaite utiliser son dosimètre, puisque chaque pays pourrait- et parfois dispose réellement de sa propre législation pour réaliser de telles mesures. Dans chaque région, parfois limitée à de petites populations dans des régions telles que l'Australie-Occidentale, on admet généralement une seule norme légalement applicable qui peut être très différents de celle d’une région adjacente. Bien que ces différences aient été expliquées à l'époque de leur mise en ouvre, les utilisateurs ne sont en général pas suffisamment informés de ces problèmes et cela a abouti à de nombreuses erreurs de mesure.
Les cinq principaux paramètres différentes dans les différentes normes sont les suivants: 
- Seuil
- Niveau critique
- Taux de doublement
- Intégration Exponentielle ou linéaire
- Étalonnage en incidence aléatoire ou directionnelle (frontale)

Il existe bien sûr d'autres, comme le niveau maximum mesuré une seule fois, le niveau de crête, etc
Afin de réduire les options de l'instrument à fabriquer, certaines sociétés commerciales produisent des unités "universelle" où toutes ces variantes pourraient être sélectionnées par l'utilisateur. Quand la mesure du bruit n'a pas été bien comprise, une telle complexité va clairement à l'encontre de résultats précis et de nombreuses anecdotes rapportent des exemples des énormes erreurs qui en résultent; très peu d'utilisateurs non qualifiés, sont capables de comprendre les questions complexes qui se posent.

### Standards internationaux
L'organisme international qui spécifie les exigences techniques des instruments tels que sonomètres et dosimètres est la Commission électrotechnique internationale (International Electro-technical Commission  ou IEC), basée à Genève, alors que leur méthode d’utilisation est normalement précisée par une norme ISO. Cependant, dans certaines régions politiques particulières, les lois locales d’appliquent et l’IEC ainsi que les normes ISO ont seulement le statut de «recommandations», et ainsi des pays pourraient - et de fait - ont leurs propres règles - dont beaucoup étaient techniquement défectueuses et, dans certains cas Scientifiquement indéfendables. Chaque nouvelle formule réglementaire rendait ainsi la notion de pourcentage de dose plus incompréhensible. La dose « 100 % » était différente selon les pays, mais de nombreux utilisateurs n’arrivaient pas à le comprendre et continuaient à acheter à bas prix des dosimètres construits aux États-Unis d'Amérique où le « 100 % » n'était pas conforme à leur réglementation locale et sous-estimait généralement très largement le niveau d’exposition bruit.

### La réduction du niveau autorisé

#### Union européenne
Durant les années 1980 et 1990 de nombreux travailleurs - emmenés par la Scandinavie – avancèrent l’idée que la limite de '90dBA' pour 8 heures était beaucoup trop élevée et qu’un nombre inacceptable de travailleurs risquaient une atteinte auditive endommagés à ces niveaux, aussi le niveau de 85 dB (A) pendant 8 Heures, a été reconnu comme un critère plus sûr. Plus tard, l'UE a même abaissé la limite à un seuil encore plus bas de 80 dB (A) qui existe toujours aujourd'hui, comme indiqué dans "The Control of Noise at Work Regulations 2005" au Royaume-Uni. Ces règlements suivent de près la directive européenne 2003/10/CE, communément appelée directive Agents physiques.

#### Sonomètres
Une complication supplémentaire pour les concepteurs de sonomètre réside dans le fait qu'on s'est rendu compte que d'un seul bruit de crête très élevé peut endommager l'ouïe instantanément, d’où une limite fixée initialement par la Communauté européenne de façon à qu'aucun travailleur ne doit jamais être exposé à une pression acoustique de crête de plus de 200 Pa - équivalent à 140 dB ou 20 μ Pa - et que ce niveau devrait être mesurée à l'aide d'un instrument, sans utiliser de pondération fréquentielle. Bien que ce soit une bonne idée, c’était une absurdité patente puisqu'une pression acoustique de 200 Pa pourrait être générée par un train traversant un tunnels, la fermeture d'une porte, en fait chaque jour beaucoup de choses pourraient provoquer une telle onde de pression au-dessous des fréquences audibles capables de provoquer des lésions auditives. Aussi la  pondération fréquentielle C a-t-elle été spécifiée pour mesurer le niveau de crête puisqu’elle possède un spectre de fréquence plat entre 31 Hz et 8 kHz. Toutefois, cette pondération laisse passer une quantité d'énergie importante et une nouvelle pondération fréquentielle Z (zéro) a été précisée par l’IEC 61672: 2003 parce que son spectre de réponse est plat au moins entre 20 Hz et 10 kHz.

### Mesures de prévention des risques professionnels
Dans le milieu professionnel, plusieurs démarches pourront permettre de réduire le risque de perte d’audition en agissant directement ou indirectement sur le bruit. Si la réduction du bruit à la source est préconisée en premier lieu, elle n’est pas toujours possible. On pourra alors envisager d’agir sur la propagation du bruit (éloignement, cloisonnement ou encoffrement des machines, écrans acoustiques). En dernier recours, les protections individuelles contre le bruit (casques anti-bruit, bouchons d’oreilles) pourront être proposées lorsque les moyens de protection collective n’ont pas pu être mis en œuvre.
Afin, de prévenir le risque de surdité des salariés, il peut être judicieux d’évaluer, dans un premier temps, la  fatigue auditive périphérique des salariés exposés. Des outils permettant ce diagnostic existent